# 5578 Takakura
5578 Takakura è un asteroide della fascia principale. Scoperto il 28 gennaio 1987 da Tsuneo Niijima e Takeshi Urata, presenta un'orbita caratterizzata da un semiasse maggiore pari a 2,9134167 UA e da un'eccentricità di 0,0810387, inclinata di 1,97939° rispetto all'eclittica.